# Viện Khoa học hình sự, Bộ Công an (Việt Nam)
Viện Khoa học hình sự (C09) trực thuộc Bộ Công an Việt Nam có trách nhiệm giúp Bộ trưởng chỉ huy, chỉ đạo lực lượng kỹ thuật hình sự trong cả nước thực hiện các chủ trương, biện pháp công tác kỹ thuật hình sự, tổ chức nghiên cứu khoa học và ứng dụng những thành tựu khoa học - công nghệ vào lĩnh vực khoa học hình sự.

## Tổ chức
- Phòng Tham mưu
- Phòng Chính trị - Hậu cần
- Phòng Khám nghiệm hiện trường
- Phòng Giám định kỹ thuật hình sự
- Phòng Kỹ thuật phòng, chống tội phạm
- Phân viện Khoa học hình sự tại thành phố Đà Nẵng (C09C)

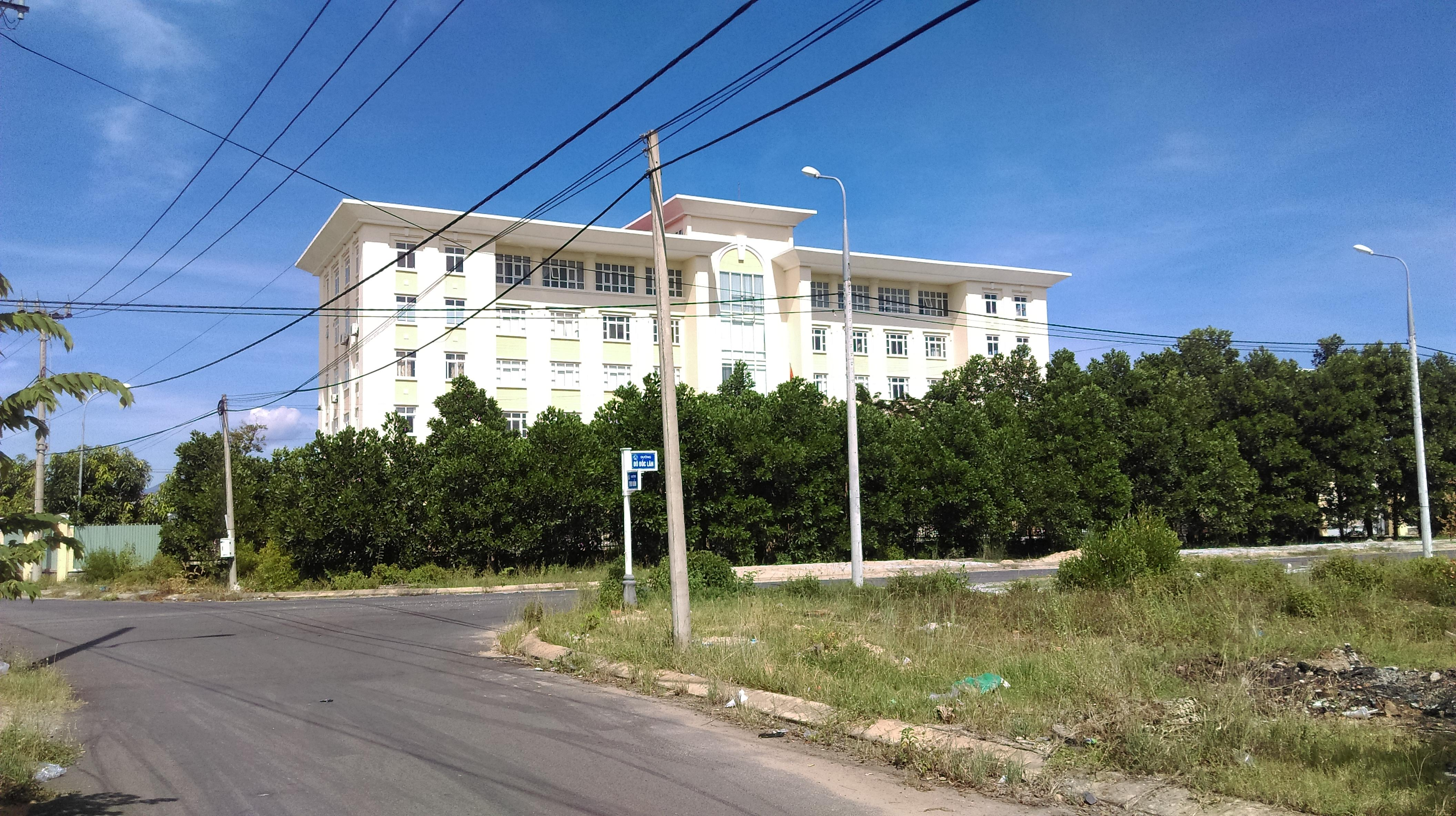
Phân viện Khoa học Hình sự tại Đà Nẵng, đường Đô đốc Lân, phường Hòa Xuân, quận Cẩm Lệ.

- Phân viện Khoa học hình sự tại Thành phố Hồ Chí Minh (C09B)

## Khen thưởng
- Huân chương Hồ Chí Minh (2007)[6]
- Huân chương Quân công hạng Nhất[5]
- Huân chương Quân công hạng Ba[5]

## Lãnh đạo hiện nay
- Viện trưởng: Thiếu tướng Nguyễn Tiến Nam, Bí thư Đảng ủy Viện

- Phó Viện trưởng:

1. Đại tá, TS. Đặng Văn Đoàn
2. Đại tá, TS. Nguyễn Đăng Tiến
3. Đại tá, TS. Trịnh Tuấn Toàn
4. Đại tá, TS. Lê Xuân Cường

## Viện trưởng qua các thời kỳ
- Đại tá Lê Quân
- Đại tá, Tiến sĩ Châu Diệu Ái
- Đại tá, Phó Giáo sư, Tiến sĩ Hoàng Thưởng
- Thiếu tướng, Phó Giáo sư, Tiến sĩ Ngô Tiến Quý
- Thiếu tướng, Giáo sư, Tiến sĩ Ngô Sỹ Hiền
- Thiếu tướng, Tiến sĩ Lê Danh Cường, từ 11.2018–6.2020
- Thiếu tướng Trần Việt Kiều, từ 6.2020–5.2022, nguyên Phó Cục trưởng Cục Kỹ thuật nghiệp vụ
- Thiếu tướng, Tiến sĩ Nguyễn Tiến Nam, từ 6.2022-nay, nguyên Giám đốc Công an tỉnh Quảng Bình

## Phó Viện trưởng qua các thời kỳ
- Đại tá Nguyễn Văn Chiến[7]
- Đại tá Hoàng Ngọc Phương[7]
- Đại tá Trương Đức Khải[7]